# Гідрид індію
Гідри́д і́ндію — неорганічна сполука складу InH3. Має розгалужену будову, тому формулу інколи записують як (InH3)n. Біла, тверда речовина. Розкладається за температур вище 80 °C.

## Хімічні властивості
Гідрид індію є малостійкою сполукою і при нагріванні вище 80 °C розкладається на прості речовини:
{\displaystyle \mathrm {2LiH_{3}{\xrightarrow {80^{o}C}}\ 2In+3H_{2}} }
При взаємодії з іншими гідридами, може заміщувати метали і утворювати змішані гідриди:
{\displaystyle \mathrm {InH_{3}+LiAlH_{4}{\xrightarrow {-70^{o}C}}\ In(AlH_{4})_{3}+LiH} }

## Отримання
InH3 синтезують шляхом взаємодії хлориду індію (III) та гідриду літію в етерному розчині:
{\displaystyle \mathrm {InCl_{3}+3LiH{\xrightarrow {ether}}\ InH_{3}+3LiCl} }